# Schweizer Parlamentswahlen 1911
Die Schweizer Parlamentswahlen 1911 fanden am 29. Oktober 1911 statt. Zur Wahl standen 189 Sitze des Nationalrates (22 mehr als zuvor). Die Wahlen wurden nach dem Majorzwahlrecht vorgenommen, wobei das Land in 49 unterschiedlich grosse Nationalratswahlkreise unterteilt war. Trotz zunehmender innerparteilicher Differenzen gelang es der Freisinnig-Demokratischen Partei (FDP) erneut, die absolute Mehrheit der Sitze zu erringen, während die Sozialdemokraten proportional am meisten zulegen konnten. Das neu gewählte Parlament trat in der 22. Legislaturperiode erstmals am 4. Dezember 1911 zusammen.

## Neueinteilung der Wahlkreise

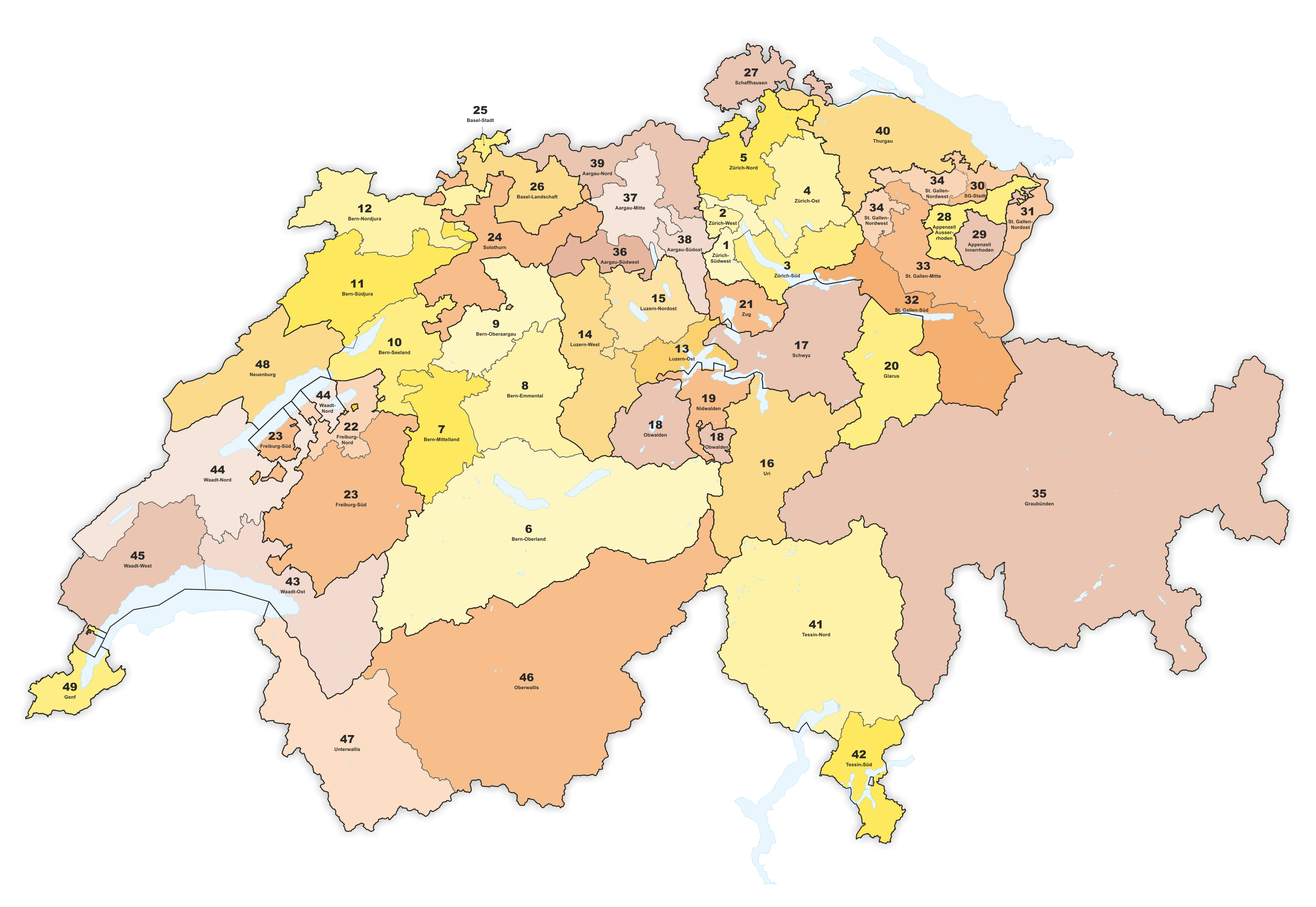
Neueinteilung der Nationalratswahlkreise

Aufgrund der Ergebnisse der Volkszählung von 1910 war von Gesetzes wegen eine Neueinteilung der Wahlkreise fällig. Gemäss dem im Jahr 1848 festgelegten Grundsatz, dass ein Nationalrat 20'000 Seelen (Einwohner) oder einen Bruchteil von über 10'000 Seelen vertreten müsse, erhöhte sich die Gesamtzahl der Sitze von 167 auf 189. Von den 22 zusätzlichen Mandaten entfielen je drei auf die Kantone Bern und Zürich, je zwei auf die Kantone Aargau, St. Gallen und Waadt sowie je eines auf die Kantone Basel-Landschaft, Basel-Stadt, Freiburg, Genf, Graubünden, Luzern, Neuenburg, Solothurn, Tessin und Thurgau. Am 23. Oktober 1910 war eine Volksinitiative zur Einführung des Proporzwahlrechts knapp gescheitert. Die wenige Monate später anstehende Wahlkreisrevision verursachte dennoch so wenig Kontroversen wie selten zuvor. Zwar prangerten die Sozialdemokraten die «Wahlkreisgeometrie» in Artikelserien und Broschüren an, doch erwartete man wenig von neuen Grenzziehungen der Wahlkreise. Vielmehr nutzte man die heftige Kritik, um das Majorzsystem als solches zu diskreditieren und auf die baldige Einführung des Proporzes hinzuarbeiten. Offensichtliche Wahlkreismanipulationen sollten bestehen bleiben, um das ungeliebte Wahlsystem später umso effektiver bekämpfen zu können.
Die zusätzlichen Mandate konnten meist problemlos verteilt werden, da die betroffenen Kantone ohnehin Einheitswahlkreise bildeten oder weil man Wahlkreise berücksichtigte, die seit der letzten Revision unterrepräsentiert waren. Nur in zwei Kantonen schlug der Bundesrat grundlegende Änderungen vor. Im Kanton Zürich wurde der bevölkerungsmässig stark angewachsene 1. Wahlkreis, der die Bezirke Zürich und Affoltern umfasste, zweigeteilt. Der neu geschaffene Wahlkreis bestand aus einem Teil der Stadt Zürich und einigen Gemeinden im Limmattal. In diesem Gebiet dominierten die Sozialdemokraten, so dass sie fünf Sitze auf sicher hatten; in der übrigen Schweiz waren sie aber weiterhin auf Konzessionen der übrigen Parteien angewiesen. Da diese nur selten dazu bereit waren, empfanden die Sozialdemokraten den neuen Wahlkreis als eine Art «Indianerreservat», das als Alibi für die Ablehnung von Zugeständnissen an anderen Orten herhalten müsse. Im Kanton Freiburg wurden zwei katholisch-konservative Wahlkreise zusammengelegt – aber erst, nachdem die Freisinnigen im Sinne des «freiwilligen Proporzes» die Zusicherung für einen garantierten Sitz erhalten hatten.
Gegen die Verkleinerung des Berner Oberländer Wahlkreises regte sich politischer Widerstand, so dass der notwendige Bevölkerungsausgleich zwischen dem Oberaargau und dem Emmental vorgenommen werden musste. Kleinere Anpassungen von Wahlkreisgrenzen in den Kantonen Aargau, St. Gallen, Tessin und Waadt waren hingegen weitgehend unbestritten. In St. Gallen vereinbarte die Kantonsregierung eine Art Stillhalteabkommen, das den Parteien eine feste Anzahl Sitze für die nächsten zehn Jahre zusicherte. Mit der Zustimmung von National- und Ständerat trat das «Bundesgesetz betreffend die Nationalrathswahlkreise» am 23. Juni 1911 in Kraft.

## Wahlkampf
Die neue Wahlkreiseinteilung blieb auch im Wahlkampf ein wichtiges Thema. So gestanden die Freisinnigen unumwunden ein, dass die Konzessionsbereitschaft beim «freiwilligen Proporz» mittlerweile an ihre Grenze gestossen sei und weitergehende Zugeständnisse ihre Mehrheit infrage stellen würden. Damit gaben sie indirekt zu, dass ihre Vormachtstellung mittlerweile ausschliesslich auf dem Wahlsystem beruhte und nicht mehr auf ihrer Anziehungskraft als Volkspartei. Die innere Fragmentierung der FDP führte dazu, dass die Sozialdemokraten praktisch unwidersprochen die hohe Inflation zum zentralen Wahlkampfthema machen konnten. Infolge des angespannten Arbeitsmarktes waren die Löhne zwar allgemein angehoben worden, aber nicht genug, dass sie mit den steigenden Preisen mithielten. Umstritten waren insbesondere Erhöhungen der Wohnungsmieten, des Milchpreises und der Preise für Fleischwaren. Die Sozialdemokraten operierten mit Schlagworten wie «Aushungerung des Volkes» oder «bäuerlicher Lebensmittelwucher». Damit spielten sie auf die Tatsache an, dass die FDP zwecks Machterhalt zunehmend von der Unterstützung des einflussreichen Bauernverbands abhängig war, der in mehreren Fällen ihm genehme Kandidaten durchsetzen konnte.
Den Freisinnigen gelang es nur noch mit Mühe, die innerparteilichen Differenzen zu überbrücken und die Interessen der Parteiflügel unter einen Hut zu bringen. Obwohl der Schweizerische Gewerbeverband davon abgeraten hatte, entstand 1911 in Basel-Stadt erstmals eine konkurrierende Bürgerpartei (eine Vorläuferin der späteren BGB). Besonders in den Kantonen Bern und Solothurn traten die Jungfreisinnigen für ein grösseres Entgegenkommen gegenüber der Linke ein, was dazu führte, dass sich der Parteitag der Freisinnigen fast ausschliesslich mit der Sozialpolitik beschäftigte. Auch bei der SP kam es zu innerparteilichen Auseinandersetzungen: Der gemässigte Grütliverein, der seit 1901 lose mit der Partei verbunden war und weiterhin ein gewisses Eigenleben führte, sollte aufgelöst werden. Die vom linken Flügel angestrebte Gleichschaltung wurde zwar abgewendet, die anhaltenden Spannungen sollten jedoch fünf Jahre später zur Abspaltung des Grütlivereins führen. Den Katholisch-Konservativen konnten die drohende Abspaltung des christlich-sozialen Flügels abwenden, doch der Versuch, eine gesamtschweizerische Partei zu gründen, war 1908 erneut gescheitert. Dies gelang erst im April 1912, ein halbes Jahr nach den Wahlen.
Während der 21. Legislaturperiode hatte es aufgrund von Vakanzen zwölf Ersatzwahlen in zehn Wahlkreisen gegeben, dabei kam es nur zu geringen Sitzverschiebungen. 1911 gab es insgesamt 54 Wahlgänge (zwei weniger als drei Jahre zuvor). In 44 von 49 Wahlkreisen waren die Wahlen bereits nach dem ersten Wahlgang entschieden. Mit dem letzten Wahlgang am 12. November 1911 war der Nationalrat komplett. Die Wahlbeteiligung war gleich hoch wie 1908. Den höchsten Wert wies der Kanton Aargau auf, wo 83,1 % ihre Stimme abgaben. Über 80 % Beteiligung verzeichneten auch die Kantone Schaffhausen und Thurgau. Am tiefsten war die Beteiligung im Kanton Obwalden, wo nur 20,7 % an den Wahlen teilnahmen. Aufgrund der Mandatsvermehrung konnten mit Ausnahme der liberalen Mitte alle Gruppierungen Sitzgewinne verbuchen. Proportional gesehen legten die Sozialdemokraten mit acht zusätzlichen Sitzen am meisten zu und etablierten sich als drittstärkste Kraft, während die Freisinnigen um zehn Sitze zulegen konnten. Im Aargau konnte die Rheinkreispartei, eine Abspaltung linker FDP-Dissidenten im Norden des Kantons, einen Sitz erringen.

## Ergebnis der Nationalratswahlen

### Gesamtergebnis
Von 830'120 volljährigen männlichen Wahlberechtigten nahmen 437'710 an den Wahlen teil, was einer Wahlbeteiligung von 52,7 % entspricht.
Die 189 Sitze im Nationalrat verteilten sich wie folgt:
- SP: 15
- DL: 6
- RP: 1
- FDP: 115
- LM: 14
- KK: 38

| \| Partei \| Sitze 1908 \| vor Auf- lösung \| Sitze 1911 \| +/− \| Wähler- anteil \| +/− \| \| ------------- \| ---------- \| --------------- \| ---------- \| --- \| -------------- \| ------ \| \| FDP \| 105 \| 105 \| 115 \| +10 \| 49,5 % \| −1,4 % \| \| KK \| 35 \| 34 \| 38 \| +3 \| 19,1 % \| −1,4 % \| \| SP \| 7 \| 6 \| 15 \| +8 \| 20,0 % \| +2,4 % \| \| LM \| 15 \| 16 \| 14 \| −1 \| 06,8 % \| +0,9 % \| \| DL \| 5 \| 6 \| 6 \| +1 \| 03,1 % \| −0,5 % \| \| kl. Parteien* \| – \| – \| 1 \| +1 \| 00,9 % \| −0,1 % \| \| Diverse \| – \| – \| – \| – \| 00,6 % \| +0,1 % \| * 1 Sitz für RP | - FDP = Freisinnig-Demokratische Partei - LM = Liberale Mitte (Liberale, Liberaldemokraten) - KK = Katholisch-Konservative - DL = Demokratische Linke (sozialpolitische Gruppe, Demokratische Partei) - SP = Sozialdemokratische Partei - RP = Rheinkreispartei (linke FDP-Dissidenten im Kanton Aargau) |                 |            |     |                |        |
| Partei | Sitze 1908 | vor Auf- lösung | Sitze 1911 | +/− | Wähler- anteil | +/−    |
| FDP | 105 | 105             | 115        | +10 | 49,5 %         | −1,4 % |
| KK | 35 | 34              | 38         | +3  | 19,1 %         | −1,4 % |
| SP | 7 | 6               | 15         | +8  | 20,0 %         | +2,4 % |
| LM | 15 | 16              | 14         | −1  | 06,8 %         | +0,9 % |
| DL | 5 | 6               | 6          | +1  | 03,1 %         | −0,5 % |
| kl. Parteien* | – | –               | 1          | +1  | 00,9 %         | −0,1 % |
| Diverse | – | –               | –          | –   | 00,6 %         | +0,1 % |

Hinweis: Eine Zuordnung von Kandidaten zu Parteien und politischen Gruppierungen ist nur bedingt möglich (mit Ausnahme der Freisinnigen und Sozialdemokraten). Der politischen Wirklichkeit des frühen 20. Jahrhunderts entsprechend kann man eher von Parteiströmungen oder -richtungen sprechen, deren Grenzen teilweise fliessend sind. Die verwendeten Parteibezeichnungen sind daher eine ideologische Einschätzung.

### Ergebnisse in den Kantonen
Die nachfolgende Tabelle zeigt die Verteilung der errungenen Sitze auf die Kantone.
| Kanton                 | Sitze total | Wahl- kreise | Betei- ligung | FDP | FDP | KK | KK | SP | SP | LM | LM | DL | DL | RP | RP |
| ---------------------- | ----------- | ------------ | ------------- | --- | --- | -- | -- | -- | -- | -- | -- | -- | -- | -- | -- |
| Aargau                 | 12          | 4            | 83,1 %        | 8   | +1  | 3  |    |    |    |    |    |    |    | 1  | +1 |
| Appenzell Ausserrhoden | 3           | 1            | 75,7 %        | 2   |     |    |    | 1  |    |    |    |    |    |    |    |
| Appenzell Innerrhoden  | 1           | 1            | 76,8 %        |     |     | 1  |    |    |    |    |    |    |    |    |    |
| Basel-Landschaft       | 4           | 1            | 41,7 %        | 3   | +1  |    |    |    |    |    |    | 1  |    |    |    |
| Basel-Stadt            | 7           | 1            | 52,8 %        | 3   |     |    |    | 2  | +1 | 2  |    |    |    |    |    |
| Bern                   | 32          | 7            | 43,7 %        | 25  | +1  | 2  |    | 3  | +2 | 2  |    |    |    |    |    |
| Freiburg               | 7           | 2            | 47,7 %        | 2   | +1  | 5  |    |    |    |    |    |    |    |    |    |
| Genf                   | 8           | 1            | 53,1 %        | 5   | +2  | 1  | +1 | 1  | +1 | 1  | −3 |    |    |    |    |
| Glarus                 | 2           | 1            | 55,9 %        |     |     |    |    |    |    |    |    | 2  |    |    |    |
| Graubünden             | 6           | 1            | 56,3 %        | 4   | +1  | 1  |    |    |    | 1  |    |    |    |    |    |
| Luzern                 | 8           | 3            | 35,6 %        | 3   |     | 5  | +1 |    |    |    |    |    |    |    |    |
| Neuenburg              | 7           | 1            | 53,5 %        | 5   |     |    |    | 1  | +1 | 1  |    |    |    |    |    |
| Nidwalden              | 1           | 1            | 20,7 %        |     |     | 1  |    |    |    |    |    |    |    |    |    |
| Obwalden               | 1           | 1            | 36,5 %        |     |     | 1  |    |    |    |    |    |    |    |    |    |
| Schaffhausen           | 2           | 1            | 82,6 %        | 2   |     |    |    |    |    |    |    |    |    |    |    |
| Schwyz                 | 3           | 1            | 26,1 %        | 1   |     | 2  |    |    |    |    |    |    |    |    |    |
| Solothurn              | 6           | 1            | 39,5 %        | 4   |     | 1  |    | 1  | +1 |    |    |    |    |    |    |
| St. Gallen             | 15          | 5            | 75,4 %        | 7   | +2  | 6  |    | −  | −1 |    |    | 2  | +1 |    |    |
| Tessin                 | 8           | 2            | 29,5 %        | 5   |     | 2  | +1 | −  | −1 | 1  | +1 |    |    |    |    |
| Thurgau                | 7           | 1            | 82,9 %        | 5   | +1  | 1  |    |    |    |    |    | 1  |    |    |    |
| Uri                    | 1           | 1            | 37,1 %        |     |     | 1  |    |    |    |    |    |    |    |    |    |
| Waadt                  | 16          | 3            | 32,2 %        | 12  | +1  |    |    |    |    | 4  | +1 |    |    |    |    |
| Wallis                 | 6           | 2            | 45,2 %        | 1   |     | 5  |    |    |    |    |    |    |    |    |    |
| Zug                    | 1           | 1            | 27,8 %        | 1   |     |    |    |    |    |    |    |    |    |    |    |
| Zürich                 | 25          | 5            | 65,5 %        | 17  | −1  |    |    | 6  | +4 | 2  |    |    |    |    |    |
| Schweiz                | 189         | 49           | 52,7 %        | 115 | +10 | 38 | +3 | 15 | +8 | 14 | −1 | 6  | +1 | 1  | +1 |

## Ständeratswahlen
Die Wahlberechtigten konnten die Mitglieder des Ständerates in 18 Kantonen selbst bestimmen: In den Kantonen Aargau, Basel-Landschaft, Basel-Stadt, Genf, Graubünden, Luzern, Schwyz, Solothurn, Tessin, Thurgau, Zug und Zürich an der Wahlurne, in den Kantonen Appenzell Ausserrhoden, Appenzell Innerrhoden, Glarus, Nidwalden, Obwalden und Uri an der Landsgemeinde. In allen anderen Kantonen erfolgte die Wahl indirekt durch die jeweiligen Kantonsparlamente. In vielen Kantonen fanden die Ständeratswahlen damals zudem nicht gleichzeitig mit den Nationalratswahlen statt.

### Sitzverteilung
Die Sitzverteilung im Ständerat sah wie folgt aus:
| Partei | Wahlen 1911 | Wahlen 1908 |
| ------ | ----------- | ----------- |
| FDP    | 25          | 26          |
| KVP    | 16          | 116         |
| LM     | 1           | 1           |
| DP     | 1           | 1           |
| SP     | 1           | 0           |

- SP: 1
- DP: 1
- FDP: 25
- LM: 1
- KVP: 16

### Gewählte Ständeräte
| Kanton                 | 1. Ständeratssitz                 | 2. Ständeratssitz         |
| ---------------------- | --------------------------------- | ------------------------- |
| Aargau                 | Peter Emil Isler, FDP             | Edmund Schulthess, FDP    |
| Appenzell Ausserrhoden | Johannes Baumann, FDP             | nur 1 Sitz                |
| Appenzell Innerrhoden  | Johann Baptist Edmund Dähler, KVP | nur 1 Sitz                |
| Basel-Landschaft       | Johann Jakob Stutz, FDP           | nur 1 Sitz                |
| Basel-Stadt            | Paul Scherrer, FDP                | nur 1 Sitz                |
| Bern                   | Gottfried Kunz, FDP               | Adolf von Steiger, FDP    |
| Freiburg               | Georges Python, KVP               | Louis Cardinaux, KVP      |
| Genf                   | Adrien Lachenal, FDP              | Marc-Eugène Richard, LM   |
| Glarus                 | Gottfried Heer, DP                | Philippe Mercier, FDP     |
| Graubünden             | Felix Calonder, FDP               | Friedrich Brügger, KVP    |
| Luzern                 | Josef Dürig, KVP                  | Josef Winiger, KVP        |
| Neuenburg              | Auguste Pettavel, FDP             | Arnold Robert-Tissot, FDP |
| Nidwalden              | Jakob Konstantin Wyrsch, KVP      | nur 1 Sitz                |
| Obwalden               | Adalbert Wirz, KVP                | nur 1 Sitz                |
| Schaffhausen           | Albert Ammann, FDP                | Heinrich Bolli, FDP       |
| Schwyz                 | Martin Ochsner, KVP               | Josef Maria Schuler, KVP  |
| Solothurn              | Casimir von Arx, FDP              | Oskar Munzinger, FDP      |
| St. Gallen             | Johannes Geel, FDP                | Heinrich Scherrer, SP     |
| Tessin                 | Stefano Gabuzzi, FDP              | Adolfo Soldini, FDP       |
| Thurgau                | Johann Georg Leumann, FDP         | Albert Böhi, FDP          |
| Uri                    | Florian Lusser, KVP               | Franz Muheim, KVP         |
| Waadt                  | Adrien Thélin, FDP                | Henri Simon, FDP          |
| Wallis                 | Joseph Ribordy, KVP               | Heinrich von Roten, KVP   |
| Zug                    | Josef Leonz Schmid junior, KVP    | Josef Hildebrand, KVP     |
| Zürich                 | Paul Usteri, FDP                  | Johann Albert Locher, FDP |